# Segunda División Peruana 1953
La Segunda División Peruana 1953, la 11ª edición del torneo, fue jugada por diez equipos y fue organizada por la Asociación Central de Fútbol. 
El ganador del torneo, Carlos Concha, logró el ascenso a la Primera División de 1954.
Ningún equipo perdió la categoría pues la Federación Peruana de Fútbol mantuvo su posición tomada en 1951 de que no se produzcan descensos ni ascensos entre la Segunda División y las ligas de Lima y del Callao para separar el fútbol profesional del amateur.

## Ascensos y descensos
| Posición | Ascendido a Primera División 1953 |
| -------- | --------------------------------- |
| 1º       | Unión Callao                      |

| Posición | Descendido de Primera División 1952 |
| -------- | ----------------------------------- |
| 10º      | Association Chorrillos              |

## Equipos participantes
| Club                   | Ciudad     |
| ---------------------- | ---------- |
| Association Chorrillos | Chorrillos |
| Atlético Lusitania     | Lima       |
| Carlos Concha          | Callao     |
| Defensor Arica         | Lima       |
| Jorge Chávez           | Callao     |
| Juventud Gloria        | Lima       |
| KDT Nacional           | Callao     |
| Porvenir Miraflores    | Miraflores |
| Santiago Barranco      | Barranco   |
| Unión Carbone          | Lima       |

## Tabla de posiciones
| Pos. | Club                   | PJ | PG | PE | PP | PTS |
| ---- | ---------------------- | -- | -- | -- | -- | --- |
| 1    | Carlos Concha          | 9  | 7  | 1  | 1  | 15  |
| 2    | Atlético Lusitania     | 9  | 6  | 1  | 2  | 13  |
| 3    | Jorge Chávez           | 9  | 6  | 0  | 3  | 12  |
| 4    | Santiago Barranco      | 9  | 5  | 0  | 4  | 10  |
| 5    | KDT Nacional           | 9  | 3  | 3  | 3  | 9   |
| 6    | Association Chorrillos | 9  | 3  | 3  | 3  | 9   |
| 7    | Porvenir Miraflores    | 9  | 2  | 2  | 5  | 6   |
| 8    | Juventud Gloria        | 9  | 3  | 0  | 6  | 6   |
| 9    | Defensor Arica         | 9  | 2  | 1  | 6  | 5   |
| 10   | Unión Carbone          | 9  | 2  | 1  | 6  | 5   |

|  | Campeón y ascendido a la Primera División de 1954 |

## Enleces externos
- La Historia de la Segunda: Temporada 1953

| Predecesor: 1952 | Segunda División del Perú 1953 | Sucesor: 1954 |

- Datos: Q4567828